# Deutsche Jazzunion

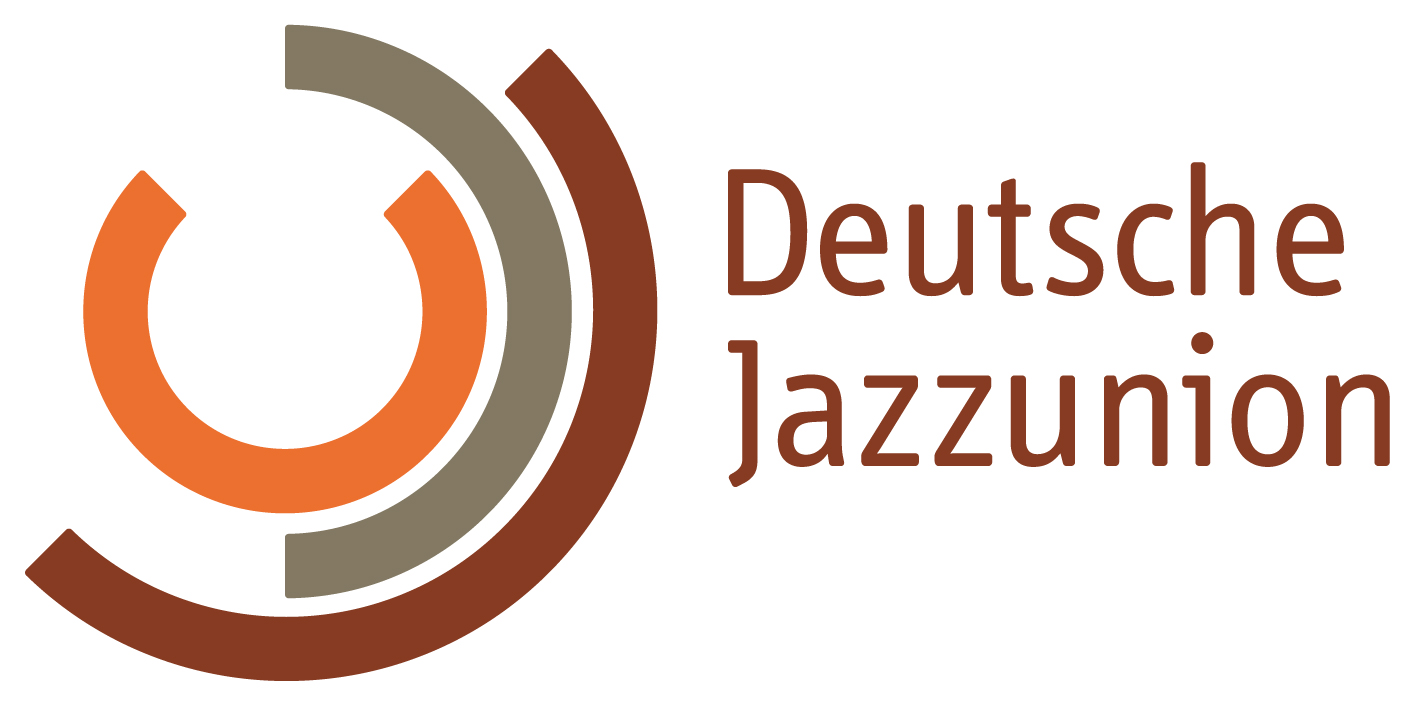
Logo der Deutschen Jazzunion

Die Deutsche Jazzunion (ehemals Union Deutscher Jazzmusiker, UDJ) ist ein bundesweiter Verband der Jazzmusiker in Deutschland. Der Verein hat seinen Sitz und seine Geschäftsstelle in Berlin.

## Aufgaben und Aktivitäten
Der Verein organisiert als berufsfachliche und berufspolitische Interessengemeinschaft Musiker, ist aber auch für Jazzinitiativen, Landesverbände und andere Institutionen des Jazz sowie private Förderer offen. Die Deutsche Jazzunion wurde im Jahr 1973 als Union Deutscher Jazzmusiker (UDJ) in Marburg gegründet. Das von Claus Schreiner initiierte Marburger Jazzforum 1973 bot den Rahmen für rund 60 führende Jazzmusiker, Pressevertreter und Musikfunktionäre, sich organisiert für staatliche Unterstützung und kulturpolitische Anerkennung der Aktivitäten deutscher Jazzmusiker einzusetzen. Nach einer „Initiative für einen starken Jazz in Deutschland“, der sich rund 1000 Musiker anschlossen, erfuhr die damaligen UDJ Anfang 2012 eine grundlegende Neustrukturierung und Stärkung.
Neben der Mitarbeit in Gremien und Verbänden sowie der Information ihrer Mitglieder hatte die Deutsche Jazzunion beratenden Status bei der Einrichtung des Bundesjugendjazzorchesters und Jugend jazzt in Trägerschaft des Deutschen Musikrates. Sie ist in nationalen und internationalen Gremien und Organisationen vertreten. Dazu gehören die Bundeskonferenz Jazz, der Deutsche Musikrat, die kulturpolitische Gesellschaft, die Allianz der freien Künste oder die Künstlersozialkasse.
Es gehört zu den Aufgaben der Deutschen Jazzunion, Experten in Jurys von Preisen oder Förderprogrammen zu entsenden. Hierzu zählen: Der Spielstättenprogrammpreis Rock, Pop und Jazz, der deutsche Jazzjournalistenpreis, die Showcase-Jury der jazzahead! und der SWR-Jazzpreis. Für herausragende Nachwuchsmusiker wird darüber hinaus im Rahmen der Bundesbegegnung Jugend jazzt jährlich der Förderpreis der Deutschen Jazzunion verliehen.
Die Deutsche Jazzunion initiierte und verleiht seit 1994 alle zwei Jahre den Albert-Mangelsdorff-Preis mit Unterstützung der GEMA-Stiftung, des Deutschen Komponistenverbandes und der GVL. Zu den zentralen Zielen der Deutschen Jazzunion gehören eine verbesserte Präsenz und Wahrnehmung des Jazz in Deutschland sowie eine funktionsfähige Infrastruktur, in der Musiker leben, arbeiten und kreativ sein können. Geschäftsführer ist Urs Johnen.
2016 veröffentlichte die Deutsche Jazzunion die Ergebnisse der Jazzstudie 2016. Die Studie untersuchte erstmalig empirisch die Lebens- und Arbeitssituation von Jazzmusikern in Deutschland.
Am 27. Mai 2019 wurde bekannt gegeben, dass der Name des Vereins jetzt Deutsche Jazzunion lautet.
Im Dezember 2022 veröffentlichte die Deutsche Jazzunion die Ergebnisse der Jazzstudie 2022 als deutlich erweiterten Anschlussstudie an die Jazzstudie 2016. Die Studie belegt die überwiegend prekäre Einkommenssituation und mangelnde soziale Absicherung von Jazzmusikern in Deutschland.
Im Jahr 2023 feierte die Deutsche Jazzunion ihr 50. Jubiläum.

## Mitglieder des Vorstands
- Michael Griener – Vorsitzender
- Felix Falk – stellvertretender Vorsitzender
- Robert Lucaciu, Gabriele Maurer, Nikolaus Neuser, Johanna Schneider und Janning Trumann

## Ehrenvorsitzende der DJU
- Manfred Schoof
- Peter Herbolzheimer
- Albert Mangelsdorff